# Fabiana ramulosa
Fabiana ramulosa är en potatisväxtart som först beskrevs av Hugh Algernon Weddell, och fick sitt nu gällande namn av A.T. Hunziker och G.E. Barboza. Fabiana ramulosa ingår i släktet Fabiana och familjen potatisväxter. Inga underarter finns listade i Catalogue of Life.